# Chimney Rock (Caroline du Nord)
Pour les articles homonymes, voir Chimney Rock, Chimney et Rock.
Chimney rock est un village situé dans le comté de Rutherford, dans l’État de la Caroline du Nord, aux États-Unis. En 2010, sa population est de 113 habitants.
Le village tient son nom d'un rocher de granite qui le domine dans le parc d'État de Chimney Rock.

## Démographie
| 2000 | 2010 | - | - | - | - |
| ---- | ---- | - | - | - | - |
| 175  | 113  | - | - | - | - |

## Source de la traduction
- (en) Cet article est partiellement ou en totalité issu de l’article de Wikipédia en anglais intitulé « Chimney Rock, North Carolina » (voir la liste des auteurs).